# Пеньково (Вологодская область)
Пенько́во — деревня в Кирилловском районе Вологодской области.
Входит в состав Липовского сельского поселения, с точки зрения административно-территориального деления — в Липовский сельсовет.
Расстояние до районного центра Кириллова по автодороге — 12 км, до центра муниципального образования Вогнемы по прямой — 11 км. Ближайшие населённые пункты — Приозерье, Липово, Кнутово.
По переписи 2002 года население — 61 человек (30 мужчин, 31 женщина). Всё население — русские.